# Мобильная радиосвязь
Моби́льная радиосвя́зь (отраслевой термин — подви́жная радиосвя́зь) — способ связи, при котором доступ к абонентским линиям или к каналу связи осуществляется без использования кабеля, а связь с абонентским устройством осуществляется по радиоканалу.

## Классификация систем подвижной радиосвязи (СПРС)
- Наземные:
  - системы персонального радиовызова (СПРВ);
  - сотовые СПРС (предоставляют доступ к территориальному ресурсу);
  - системы с радиальной архитектурой (станции абонентов и центральная станция — коммутатор и комплект приёмопередатчиков с круговой диаграммой направленности);
  - системы с радиально-зоновой архитектурой, транкинговая система подвижной радиосвязи (используют ретрансляторы, система автоматически выбирает лучший);
  - зоновые СМРС (фиксированный канал через ретранслятор).

- Спутниковые:
  - геостационарные (спутник находится на геостационарной орбите, высота около 36 тыс. км);
  - среднеорбитальные;
  - низкоорбитальные;
  - высокоэллиптические (работа спутника осуществляется при его нахождении в апогее).

## История мобильной связи

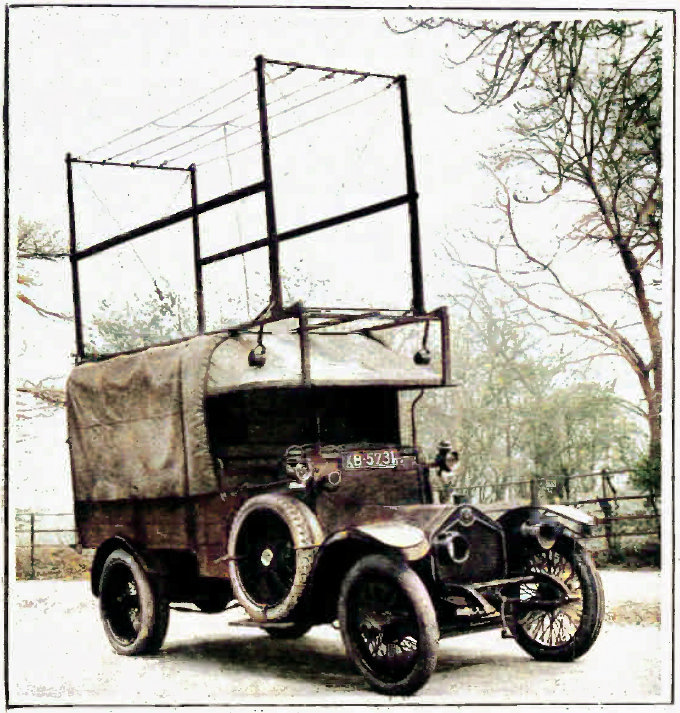
Первый оборудованный средствами радиосвязи автомобиль Скотленд-Ярда (1924)

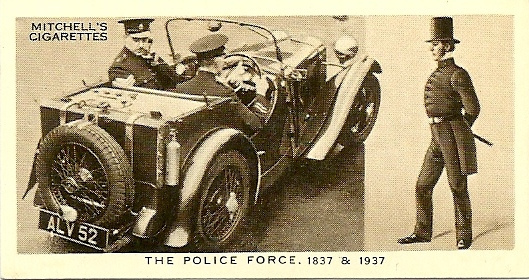
Полиция Ливерпуля на машине, оборудованной радиостанцией

Машина NYPD, оборудованная приёмо-передающей радиостанцией

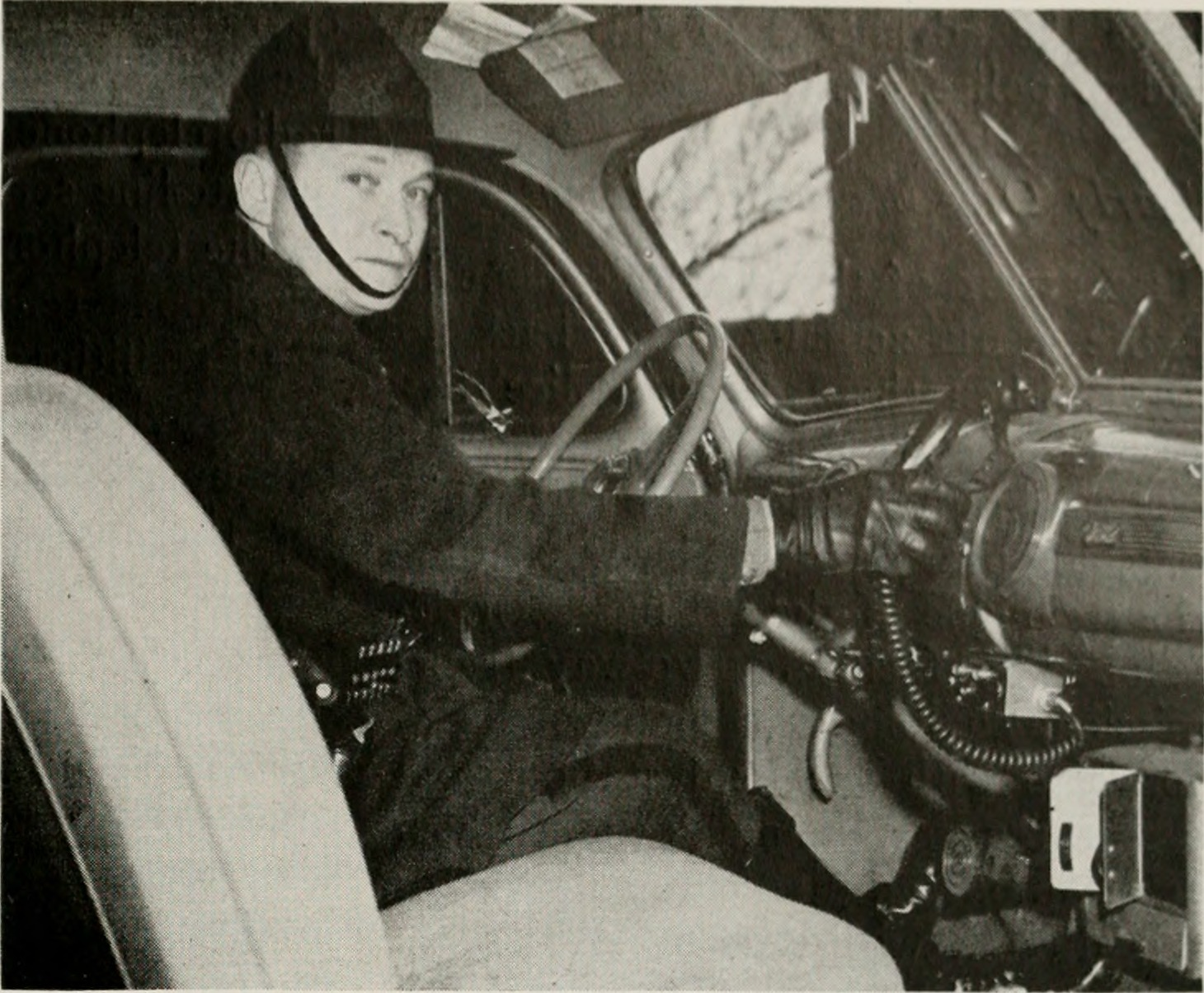
Ранняя автомобильная радиостанция в патрульной машине полиции штата Пенсильвания

Радиокомната в управлении полиции Нью-Арка

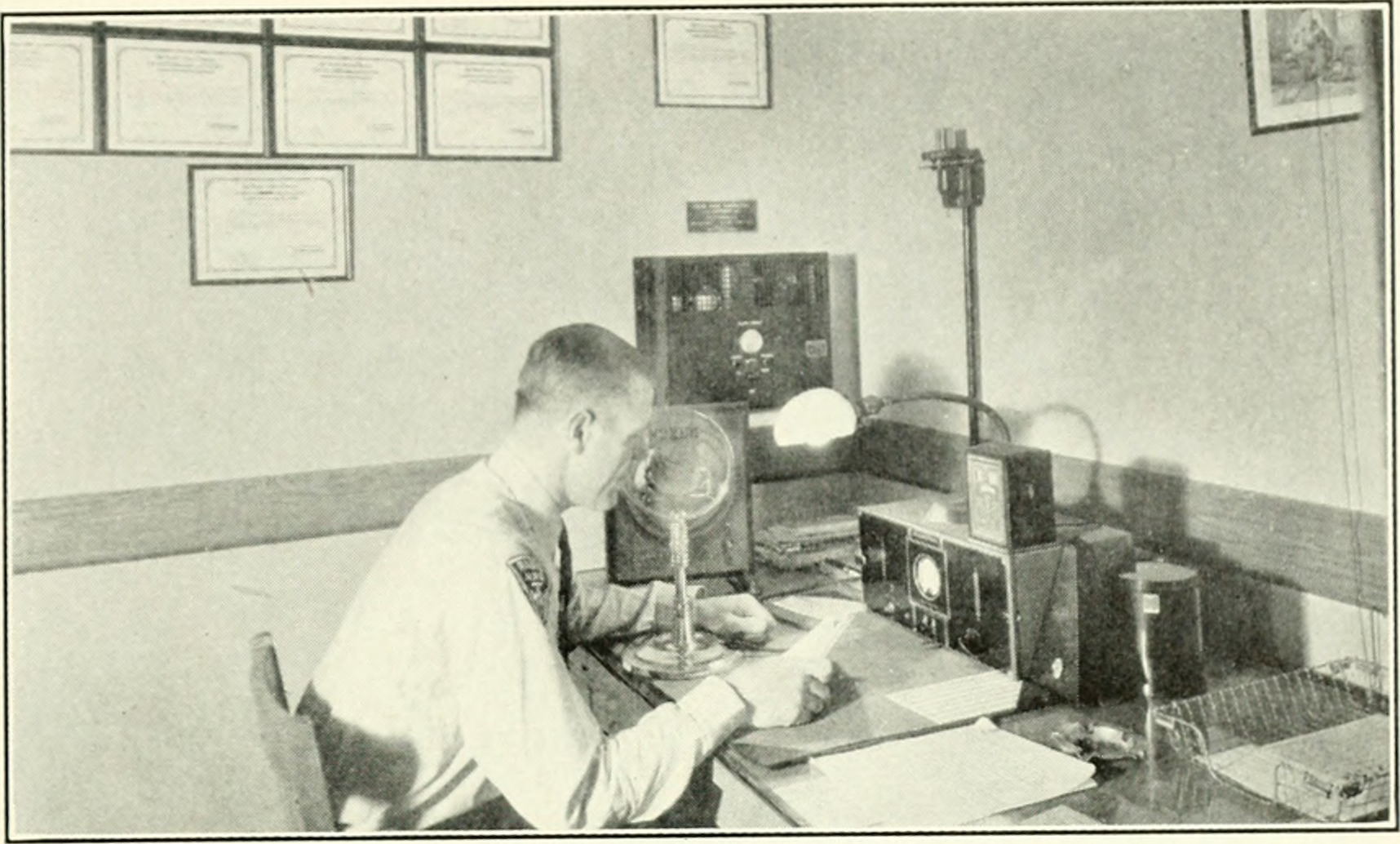
Диспетчер дежурной части выходит в эфир

- 1921 год — полиция Детройта благодаря офицеру У. П. Рутледжу (будущий начальник полиции города) взяла на вооружение дуплексную систему связи, посредством которой стала возможна связь диспетчера дежурной части с патрульными машинами и наоборот. Связь осуществлялась посредством простейших звуковых сигналов типа зуммера (информация передавалась заранее оговоренными кодированными сигналами). Эта система считается предвестницей пейджинговой связи. Но голосовая связь с патрульными машинами в Детройте стала возможна только с 1928 года в симплексном режиме (диспетчер → машина).[2] К 1931 году полиция четырёх мегаполисов США использовала радио для правоохранительной деятельности[3].
- 1923 год — полиция штата Виктория стала оснащать свои машины радиостанциями, которые занимали всё пространство в салоне автомобиля позади переднего сиденья[2].
- 1933 год — радиоинженер Фрэнк Гюнтер и диспетчер Бейоннской полиции Винсент Дойл создали систему радиосвязи, посредством которой стала возможной обоюдная голосовая связь патрульных машин с другими машинами и полицейским управлением, вскоре эта система стала использоваться повсеместно в США[2].
- 1946 год — в США, в городе Сент-Луис компания AT&T Bell Laboratories начала эксплуатацию опытной системы телефонной связи из автомобиля. В том же году в СССР Г. Шапиро и И. Захарченко провели успешные испытания автомобильного радиотелефона своей системы с дальностью действия до 20 км[4].
- 1947 год — сотрудники американской фирмы Bell Дуглас Ринг и Рей Янг предложили принцип шестиугольных сот для подвижной телефонии.
- 1949 год — создатель радиостанций гражданского диапазона Эл Гросс[англ.] представил общественности своё новое изобретение — телефонный пейджер, который с 1950 года стал производиться для врачей. Попытки Гросса заинтересовать американские телефонные компании Bell Telephone и другие ещё одной своей разработкой — мобильным телефоном были неудачными, операторы телефонной связи не проявили интереса к изобретению. Пейджеры также не выпускались массово до 1955 года, пока их не начала серийно выпускать Motorola.
- 1956 год — в Стокгольме, Гётеборге и Мальмё (Швеция) запущена первая очередь автоматической автомобильной телефонной сети Mobile System A (MTA).
- 1957 год — инженер Л. И. Куприянович из Москвы создал и публично представил первый опытный носимый телефон ЛК-1 массой 3 кг, радиусом действия 20—30 км и временем работы без смены батарей 20—30 часов, и базовую станцию к нему. Решения аппарата запатентованы (а. с. 115494 от 01.11.1957)[5].
- 1958 год — Л. И. Куприянович создаёт опытные образцы компактных радиотелефонов массой всего 500 г и размерами с папиросную коробку[6].
- 1958 год — в СССР начато создание номенклатурной системы автомобильных телефонов «Алтай».
- 1961 год — Л. И. Куприянович создаёт опытный образец карманного радиотелефона, размещающегося на ладони, массой 70 г и дальностью связи 80 км. По словам изобретателя, это модель, «подготовленная к серийному выпуску на одном из советских предприятий». Также Куприянович сообщает прессе о планах строительства в Москве 10 базовых станций подвижной связи, первая из которых запроектирована в Мазилове[7].
- 1963 год — начата опытная эксплуатация системы автомобильных телефонов «Алтай» в Москве, к 1970 году ей охвачено более 30 советских городов.
- 1965 год — болгарская фирма «Радиоэлектроника» демонстрирует на выставке «Инфорга-65» опытный комплект подвижной связи, состоящий из базовой станции на 15 номеров и носимых автоматических радиотелефонов. Сообщается, что была использована система, разработанная Л. И. Куприяновичем[8].
- 1966 год — Болгария показывает на выставке «Интероргтехника-66» промышленный комплект подвижной связи, состоящий из радиотелефонов РАТ-0,5 и АТРТ-0,5 и базовой станции РАТЦ-10, рассчитанный на одновременную работу 6 радиотелефонов. Впоследствии были разработаны модели, рассчитанные на работу с 69 и 699 телефонами. Система выпускалась болгарской промышленностью для ведомственной связи и использовалась до 1990-х годов[9]. Телефон в действии был показан в сюжете киножурнала «Новости дня» («Хроника наших дней»), 35, 1966 год[10].
- 11 апреля 1972 года британская фирма Pye Telecommunications представила на выставке Communications Today, Tomorrow and the Future в лондонском отеле Royal Lancaster свою модель автоматического мобильного телефона в виде приставки к рации Pocketphone 70.
- 3 апреля 1973 года Мартин Купер позвонил на номер оператора фиксированной связи с мобильного телефона модели «DynaTAC» массой в 1,15 килограмма, размерами 22,5 × 3,75 × 12,5 см. В нём было 2 тыс. деталей. Заряда аккумулятора хватало на 20 минут разговора.
- 6 марта 1983 года компания Motorola выпустила первый в мире коммерческий удерживаемый одной рукой сотовый телефон — аппарат DynaTAC 8000X, на разработку которого было потрачено 15 лет и более 100 млн долларов. Телефон весил 794 грамма и имел размеры 33 × 4,4 × 8,9 см. Заряда аккумуляторов хватало на 8 часов работы в режиме ожидания или на один час в режиме разговора. В розницу телефон стоил 3995 долларов США.
- В 1984 году пользователей подвижной связи было около 300 тыс. человек, в 2003 году — уже более чем 1,2 млрд.
- 1 июля 1991 года в Финляндии празднуется как день первого сотового звонка в формате GSM[11].

### История мобильной связи вРоссии

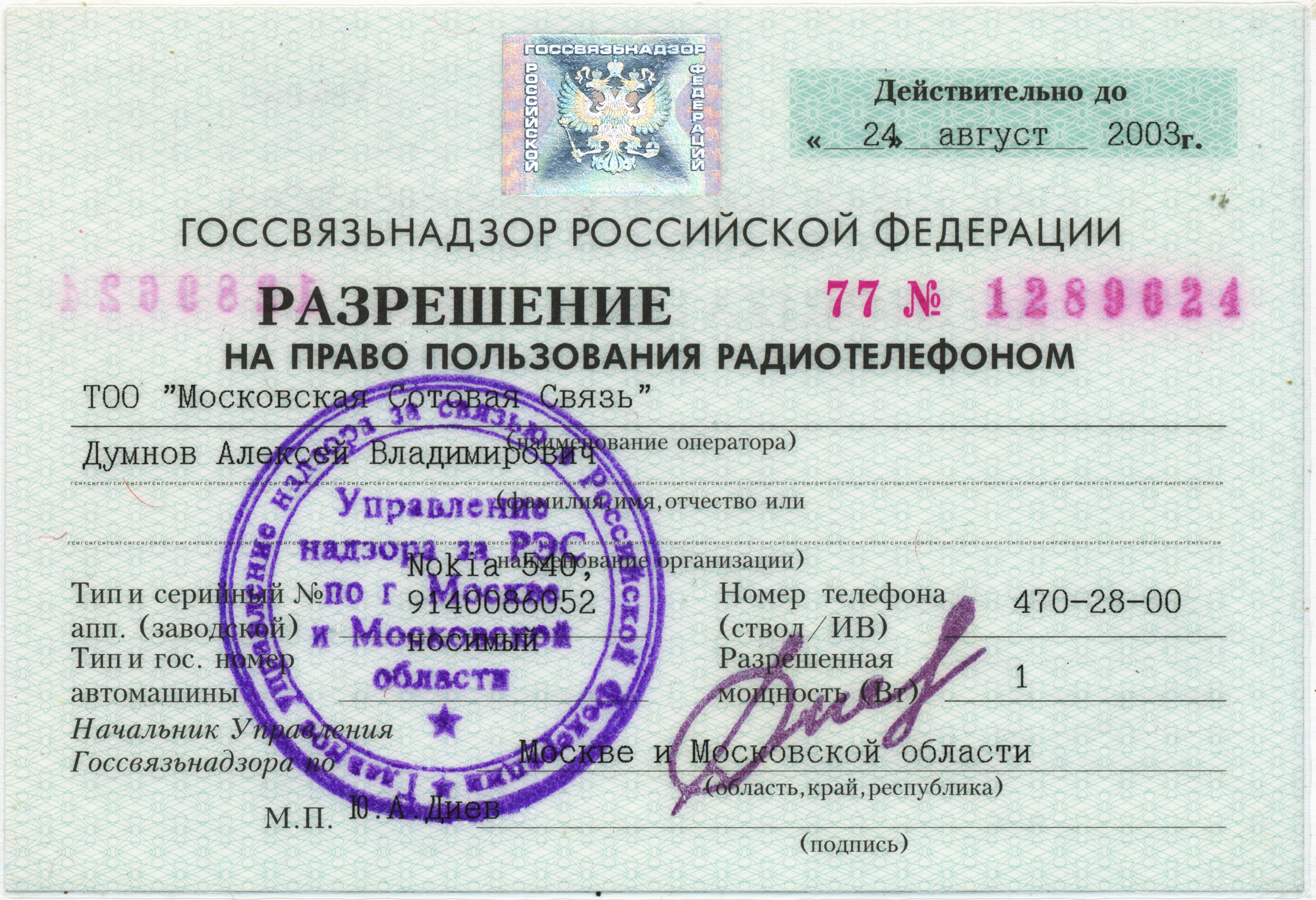
Разрешение на право пользования радиотелефоном «Московской сотовой связи» в 1998 году

- 1991 год — компания «Дельта Телеком» появилась в Санкт-Петербурге 9 сентября 1991 года. Первый символический звонок по сотовому телефону, подключённому к сети, осуществил 9 сентября 1991 года тогдашний мэр Санкт-Петербурга Анатолий Собчак. Телефон, по которому он звонил, назывался Mobira MD59-NB2; выпущен он был финской компанией Nokia и весил около трёх килограммов.
- 1992 год — основана компания «Санкт-Петербург Телеком» (СПТ). Учредителями компании выступили КУГИ Петербурга (39,4 % акций) и американская компания Omni Capital Partners, Inc. (60,6 %), контрольным пакетом которой владела корпорация Motorola (США). Эксплуатация сети началась в июле 1994 года, а в марте 1996 года Госсвязьнадзор выдал разрешение на её коммерческую эксплуатацию. С июля 1996 года компания действовала под торговой маркой FORA Communications. В мае 1997 года Motorola отказалась от участия в FORA. Покупателем её пакета стала фирма Millicom International Cellular S.A. (Люксембург) в лице своей дочерней компании Millicom Vol Holding GmbH (Австрия).
- 1992 год — компания «Московская Сотовая Связь» была образована в 1992 году фирмами US West (США) и Millicom International Cellular совместно с Московской городской телефонной сетью (МГТС), государственным предприятием «Междугородный и международный телефон» (ММТ), МНТК «Микрохирургия глаза», Государственным проектным институтом телевидения и радиовещания. Первый телефон был продан ещё в декабре 1991 года.
- 1992 год — основание компании Билайн. 53,3 млн абонентов на 30 ноября 2006 года.
- 1992 год — основание компании ТОО «Персональные системы связи в России», оператор сотовой связи стандарта AMPS-800 в Нижнем Новгороде.
- 1993 год — основание компании Северо-Западный GSM (NW-GSM) (В 2002 год переименован в ОАО «МегаФон»). 50 млн абонентов на 1 января 2010 года.
- 1993 год — основание компании Мобильные ТелеСистемы. Более 86 миллионов абонентов на конец мая 2008 года.
- 1995 год — основание компании НСС в Нижнем Новгороде.
- 2003 год — основание компании Tele2 в России. На конец 2006 года стал четвёртым по числу абонентов оператором в РФ, его абонентская база составила более 6 млн человек.
- 2003 год — основание компании Скай Линк. 305 тыс. абонентов на начало 2006 года.